# Kiyoura Keigo

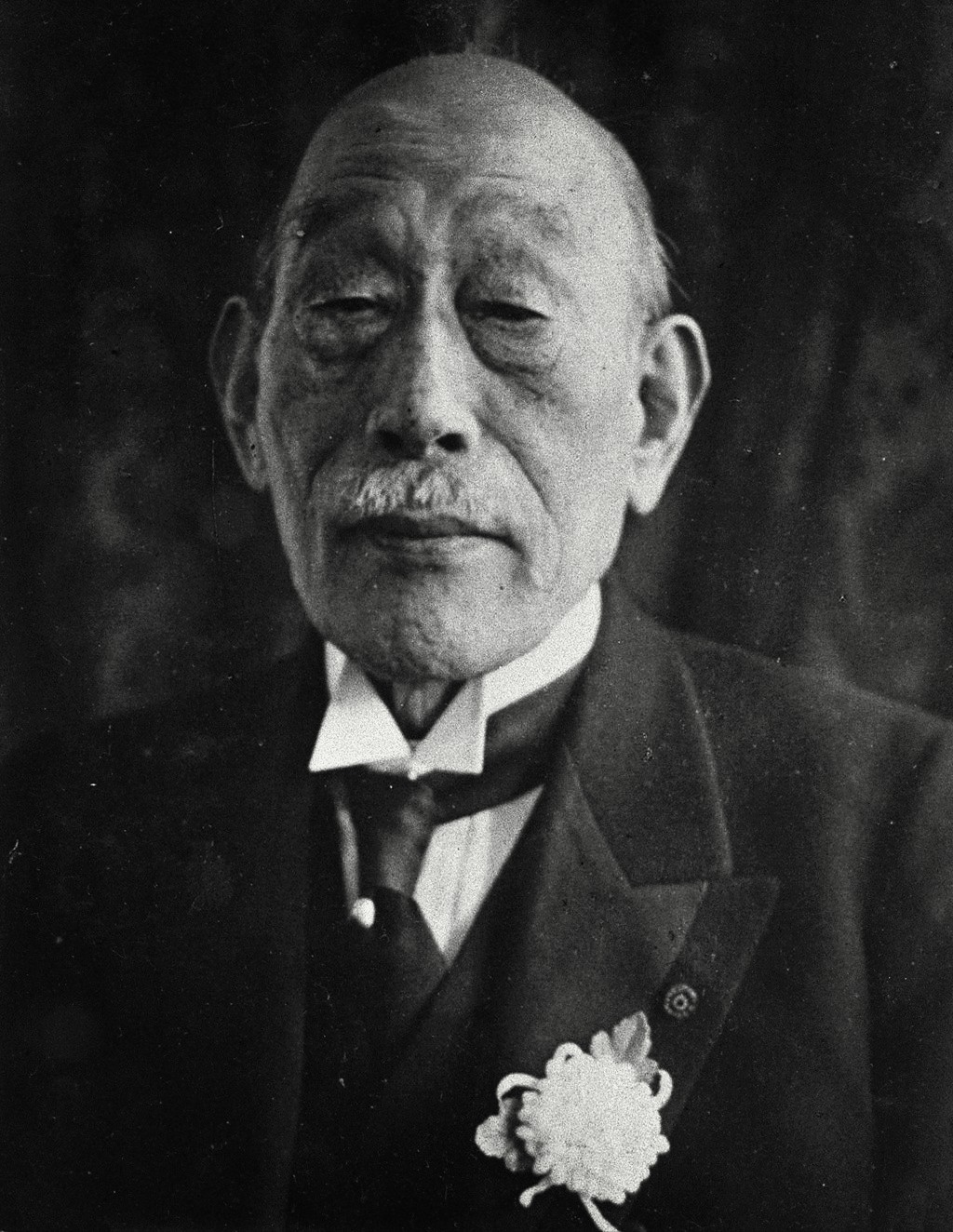
Kiyoura Keigo

Hakushaku Kiyoura Keigo (japanisch 清浦 奎吾, eigentlich Ōkubo Fujaku (大久保 普寂); * 14. Februar 1850 in der Präfektur Kumamoto; † 5. November 1942 in Atami) war ein japanischer Politiker und 23. Premierminister von Japan.

## Leben und Wirken
Kiyoura Keigo war der fünfte Sohn eines buddhistischen Priesters namens Ōkubo Ryōshi (大久保 了思). Von 1865 bis 1871 studierte er an der Privatschule von Hirose Tanso. Während dieser Zeit war er mit Nomura Morihide, dem Gouverneur der Präfektur Saitama, befreundet und nannte sich in Kiyoura Keigo um.
Kiyoura arbeitete zunächst für die lokale Regierung und wechselte dann in die Zentralregierung, wo er engen Kontakt zu Yamagata Aritomo hielt. 1876 trat Kiyoura dem Justizministerium bei. Später wurde er Vizejustizminister, dann von 1896 bis 1898, von 1898 bis 1900 und von 1901 bis 1903 Justizminister war. Danach war er von 1903 bis 1906  Landwirtschafts- und Handelsminister, wobei er von 1905 bis 1906 zusätzlich Innenminister war.
Er wurde ins Oberhaus gewählt und war von 1906 bis 1917 Mitglied des Geheimen Rates. 1914 wurde er gebeten, ein Kabinett zu bilden, aber die Marine weigerte sich, einen Minister zu stellen. Von 1922 bis 1924 war er der Vorsitzende des Geheimen Rates. Vom 7. Januar 1924 bis zum 11. Juni 1924 war Kiyoura für kurze Zeit  Premierminister von Japan, wobei seine Ernennung wieder einmal die „Bewegung zum Schutz einer verfassungsgemäßen Regierung“ (憲政擁護運動, Kensei yōgo undō) auf den Plan rief, was schließlich zum Ende seiner politischen Karriere führte.
1933 gründete der japanische Premier Hatoyama nach Vorarbeit Kiyouras und des deutschen Botschafters Ernst Arthur Voretzsch, das Deutsche Kulturinstitut (独逸文化研究所) in Kyoto, der Vorläufereinrichtung des heutigen Goethe-Instituts dort. Architekt war Murano Tōgo (1891–1984). 1935 erhielt er von der Universität Leipzig die Ehrendoktorwürde.